# Andreina Sacco
Andreina Sacco Gotta (Torino, 2 febbraio 1904 – Roma, 22 luglio 1988) è stata un'altista, ginnasta e cestista italiana.

## Biografia
Si diplomò in educazione fisica nel 1921 presso il Regio Istituto di Magistero per l'Educazione Fisica di Torino; nel 1925 si diplomò in composizione presso gli Istituti Magistrali presso il liceo musicale Giuseppe Verdi, sempre a Torino, e ricevette abilitazione all'insegnamento del canto corale. Si diplomò anche in pianoforte nel 1930, conseguendo il diploma superiore del medesimo strumento nel 1933.
Fu un'atleta dalla grande poliedricità: tra il 1924 e il 1926 conquistò sette titoli nazionali in cinque diverse specialità dell'atletica leggera, facendo registrare in più occasioni il record italiano nel salto in alto e nel salto in lungo.
Dal 1926 al 1975 fu giudice federale di ginnastica. Fu per anni tesserata per la Reale Società Ginnastica di Torino, dove riuscì a definire gli elementi essenziali della ginnastica ritmica moderna.
Nel 1932 sposò Mario Gotta, presidente della Federazione Ginnastica d'Italia e direttore dell'ISEF di Roma. Dal 1933 al 1938 fu insegnante di educazione fisica presso alcune scuole superiori di Brescia, Novara, Milano, Torino e Roma.
Nel 1952 la ginnastica ritmica entrò a far parte dei programmi scolastici col nome di ginnastica femminile moderna ad opera della professoressa Andreina Sacco. Il suo metodo di insegnamento, alla base del quale si pongono l'indispensabile affinamento del senso ritmico, la percezione e la produzione degli accenti musicali e motori, l'acquisizione teorica dei valori ritmici e la capacità di interpretarli con movimenti tecnicamente corretti, sia a corpo libero che con i piccoli attrezzi, fu approvato dal Ministero della Pubblica Istruzione con ordinanza del 12 giugno 1953 e la ginnastica ritmica entrò a far parte dei programmi scolastici col nome di ginnastica femminile moderna; la Sacco ne fu docente presso l'Istituto Superiore Statale di Educazione Fisica di Roma dal 1953 fino al pensionamento nel 1965.
Fu direttrice tecnica della sezione ginnastica artistica femminile dal 1963 al 1972. L'anno successivo divenne ispettrice tecnica nazionale per la ginnastica ritmico-sportiva fino al 1976. Dal 1977 al 1980 è stata consigliere federale.
Tra il 1952 e il 1976 fu membro del comitato tecnico della Federazione Internazionale di Ginnastica, per quale ricoprì la carica di presidente del comitato tecnico dal 1972 al 1980. fu parte dei comitati organizzatori dei campionati del mondo di ginnastica e dei Giochi olimpici fino a Mosca 1980.
Nel 1950 le fu assegnato il Distintivo d’Onore di Atleta Azzurra, mentre nel 1974 divenne cavaliere della Repubblica Italiana. Il CONI le assegnò la stella d'oro al merito sportivo nel 1975 e nel 1980 fu nominata membro onorario della Federazione Internazionale di Ginnastica.

## Atletica leggera

### Campionati nazionali
- 2 volte campionessa italiana assoluta nel salto in alto (1924 e 1925)
- 2 volte campionessa italiana assoluta nel getto del peso a due mani (1925 e 1926)
- 1 volta campionessa italiana assoluta nel salto in lungo (1925)
- 1 volta campionessa italiana assoluta nel lancio del disco (1925)
- 1 volta campionessa italiana assoluta nel salto misto (1926)

1923
- Argento ai campionati italiani assoluti[3], salto in alto - 1,35 m

1924
- Oro ai campionati italiani assoluti, salto in alto - 1,31 m
- Argento ai campionati italiani assoluti, salto in lungo - 4,32 m
- Argento ai campionati italiani assoluti, lancio del disco - 21,95 m
- Argento ai campionati italiani assoluti, getto del peso a due mani - 15,10 m
- Bronzo ai campionati italiani assoluti, lancio del giavellotto a due mani - 27,70 m

1925
- Oro ai campionati italiani assoluti, salto in alto - 1,35 m
- Oro ai campionati italiani assoluti, salto in lungo - 4,51 m
- Oro ai campionati italiani assoluti, getto del peso - 15,96 m
- Oro ai campionati italiani assoluti, lancio del disco - 22,76 m
- Argento ai campionati italiani assoluti, lancio del giavellotto a due mani - 27,54 m

1926
- Oro ai campionati italiani assoluti, salto misto - 3,70 m
- Oro ai campionati italiani assoluti, getto del peso - 15,29 m
- Argento ai campionati italiani assoluti, salto in lungo - 4,08 m
- Bronzo ai campionati italiani assoluti, lancio del disco - 41,50 m
- Argento ai campionati italiani assoluti, salto in lungo da fermo - 2,15 m

1927
- Argento ai campionati italiani assoluti, salto in alto - 1,35 m
- Argento ai campionati italiani assoluti, lancio del disco - 28,28 m
- Bronzo ai campionati italiani assoluti, getto del peso - 8,07 m

## Pubblicazioni
Andreina Sacco fu autrice di diverse pubblicazioni di carattere pedagogico e tecnico-sportivo, tra le quali:
- Alpinismo, Novi Ligure, Tipografia Sartorelli, 192?, SBN RMR0074336.
- Accompagnamento musicale degli esercizi di ginnastica ritmica, 1952, SBN RMR0060945.
- Elementi di ginnastica ritmica, Roma, 1952, SBN RMR0060953.
- Accompagnamento ritmico musicale delle marce: Andature ed esercizi a corpo Libero, Firenze, Tipografia Mignani, 1954, SBN CUB0321236.
- Esercizi alla spalliera, Roma, Tipografia Bodoni, 1954, SBN CUB0321248.
- Ginnastica femminile: Serie di esercizi con la clavetta, Roma, Tipografia Labor, 1954, SBN CUB0321255.
- Ginnastica e ritmo, Roma, Tipografia Labor, 1955, SBN CUB0321251.
- La nuova tecnica del cerchio, Roma, Tipografia Labor, 1955, SBN CUB0321256.
- Didattica della ginnastica femminile moderna, Roma, Tipografia Labor, 1957, SBN RMR0060836.
- Ginnastica femminile: combinazione ritmica di esercizi con la palla, Roma, Tipografia Labor, 1960, SBN ISU0025324.
- Ginnastica femminile moderna: tecnica di base, Roma, Tipografia Labor, 1962, SBN RMR0077144.
- Ginnastica femminile moderna: accompagnamenti musicali, Roma, Tipografia Labor, 1963, SBN RMR0300865.
- Ginnastica femminile moderna: esercizi con la funicella. Tecnologia, Roma, Tipografia Labor, 1963, SBN BVE0482544.
- Figure illustrative e musiche degli esercizi obbligatori femminili: quadriennio 1965-1969, Roma, CONI, 1966, SBN RMR0074556.
- Ginnastica femminile moderna: esercizi con il cerchio. Tecnologia, Roma, 1968, SBN ISU0025247.
- Ginnastica femminile moderna: principi di teoria, Roma, Società Stampa Sportiva, 19??, SBN AQ10083642.
- Ginnastica moderna: esercizi di riporto con piccoli attrezzi, 19??, SBN RMR0072480.